# Jan Halldoff
Jan Harry Halldoff, detto Janne (Stoccolma, 4 settembre 1939 – Stoccolma, 23 luglio 2010), è stato un regista e sceneggiatore svedese, vincitore nel 1976 del premio Guldbagge come miglior regista.

## Biografia
Attivo dalla metà degli anni sessanta all'inizio degli anni ottanta, diresse diciassette film. La pellicola Livet är stenkul fu ammessa in concorso al Festival internazionale del cinema di Berlino del 1967.

## Filmografia
- Livet är stenkul (1967)
- Det sista äventyret (1974)
- Polare (1976)

## Premi e riconoscimenti
Guldbagge
1976 - Miglior regista per Polare